# Lance Massey
Lance Edward Massey (ur. 20 września 1909 w Syracuse, zm. 4 czerwca 1942 pod Midway) – Lieutenant commander,  pilot bombowców torpedowych amerykańskiej marynarki wojennej, w czasie bitwy pod Midway dowódca 3. eskadry torpedowej (VT-3) lotniskowca USS „Yorktown” (CV-5).
Urodził się 20 września 1909 roku w Syracuse w stanie Nowy Jork, w 1930 roku ukończył akademię marynarki wojennej w Annapolis, 1 kwietnia 1932 roku ukończył szkolenie lotnicze w Naval Air Station w Pensacoli na Florydzie. Do końca lat 30. służył na lotniskowcu USS „Lexington” (CV-2) oraz pancernikach USS „New Mexico” (BB-40) i Idaho (BB-42). Pełnił także funkcje szkoleniowe w bazie lotniczej w Pensacoli. We wrześniu 1941 roku objął funkcję zastępcy dowódcy 6. eskadry torpedowej na lotniskowcu USS „Enterprise” (CV-6).
W styczniu 1942 roku został awansowany do stopnia Lieutenant commander (komandor podporucznik). W lutym tego roku, wraz ze swoim okrętem wziął udział w rajdzie na Wyspy Marshalla i Gilberta, w składzie Task Force 8 admirała Williama Halseya. W związku z udziałem w tej operacji, został udekorowany Distinguished Flying Cross za przeprowadzenie pierwszego w US Navy nieeskortowanego ataku torpedowego.
4 czerwca 1942 roku odegrał znaczącą rolę w trakcie bitwy pod Midway dowodząc 3. eskadrą torpedową (VT-3) lotniskowca USS „Yorktown”. Przed i w czasie krytycznych pięciu minut od 10:20 do 10:25 rano, dowodzona przez niego VT-3 w heroicznym boju odwracała uwagę japońskich myśliwców A6M Zero i obrony przeciwlotniczej od rozwijającego się ataku eskadr bombowców nurkujących SBD Dauntless VB-6, VS-6 i VB-3, który przesądził o amerykańskim zwycięstwie w tej bitwie.
Lt. Cmdr. Lance Massey poległ w tej bitwie, wraz załogami pozostałych 9 z 12 przestarzałych torpedowców TBD Devastator swojej eskadry. W dniu bitwy został uznany za zaginionego, zaś dzień później za przypuszczalnie zabitego. W uznaniu męstwa i poświęcenia na polu walki, został odznaczony Navy Cross – najwyższym odznaczeniem bojowym marynarki – oraz Purple Heart. W 1944 roku jego imieniem nazwano niszczyciel USS „Massey” (DD-778).